# Lignières (Cher)
Lignières é uma comuna francesa na região administrativa do Centro, no departamento de Cher. Estende-se por uma área de km², com 1591 habitantes, segundo os censos de 1999.